# Prawo miecza (serial telewizyjny)
Prawo miecza (ang. Roar, 1997) – amerykański serial przygodowy nadawany przez stację Fox od 14 lipca do 1 września 1997 roku. W Polsce emitowany był na kanale RTL7.

## Opis fabuły
Irlandia, V wiek n.e. Serial opowiada o przygodach 20-letniego księcia Conora (Heath Ledger), który podejmuje trudne zadanie zjednoczenia wszystkich celtyckich klanów przeciwko najeźdźcom oraz zwalczania wolności dla swego narodu. W ciężkim zadaniu pomagają mu Tully (Alonzo Greer) - młody młodzieniec, Catlin (Vera Farmiga) – nieustraszona wojowniczka oraz Fergus (John Saint Ryan) – wojownik i obrońca ojczyzny. Ich grupę wspiera znający tajemnice magii i potęgi Celtów – Galen (Norman Kaye). Razem stawiają opór do walki z Longinusem (Sebastian Roché). 

## Bohaterowie
- Conor – 20-letni młody książę Irlandii.
- Tully – przyjaciel Conora. Jest uroczym i nieco próżnym młodzieńcem. Ma wielki talent do wpakowywania się w kłopoty.
- Catlin – przyjaciółka Conora. Była niewolnica. Jest piękną, silną i nieustraszoną wojowniczką.
- Fergus – opiekun Conora. Ma wielkie serce. Jest żarliwym obrońcą swojej ojczyzny.
- Galen – stary człowiek, który tylko on zna tajemnice magii i potęgi Celtów.
- Longinus – wróg Conora. Przystojny 30-letni mężczyzna, który jest 400-letnim rzymskim centurionem. Czarodziej i doradca królowej Diany.

## Obsada
- Heath Ledger jako książę Conor
- Alonzo Greer jako Tully
- Vera Farmiga jako Catlin
- John Saint Ryan jako Fergus
- Norman Gaye jako Galen
- Sebastian Roché jako Longinus
- Lisa Zane jako królowa Diana